# Pradu Su Chiai
Das Gigantengrab Pradu su Chiai (auch Marruscu, Sa Conca Onne oder Campu Pira Onni genannt) liegt in Santa Barbara bei Villagrande Strisaili am Ostufer des Flumendosa-Sees, an der Grenze zwischen der Provinz Nuoro und der Barbagia auf Sardinien. Die in Sardu „Tumbas de los zigantes“ und (italienisch Tombe dei Giganti –  plur.) genannten Bauten sind die größten pränuraghischen Kultanlagen Sardiniens und zählen europaweit zu den spätesten Megalithanlagen. Die 321 bekannten Gigantengräber sind Monumente der bronzezeitlichen Bonnanaro-Kultur (2.200–1.600 v. Chr.), die Vorläuferkultur der Nuraghenkultur ist.

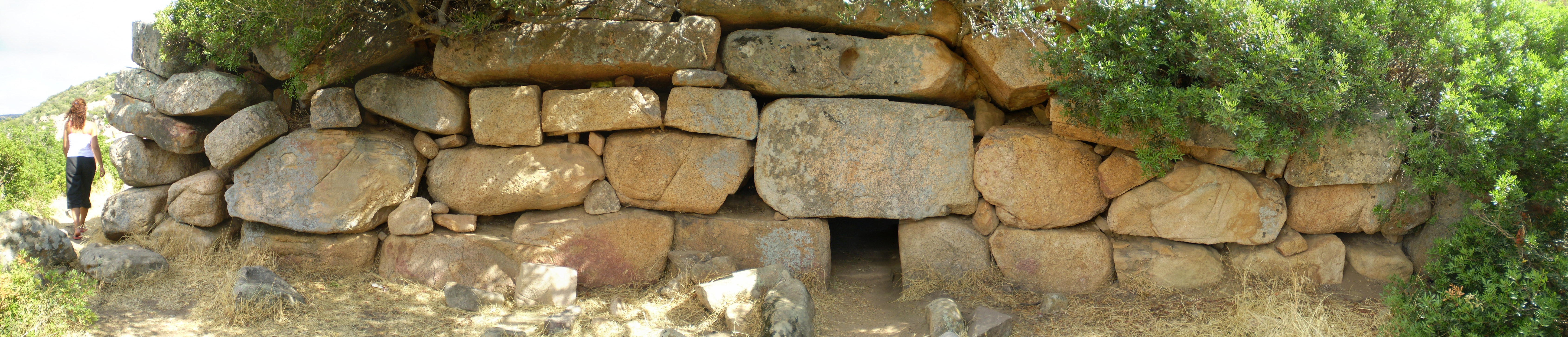
Gigantengrab mit Quaderfassade

## Typenfolge
Baulich treten Gigantengräber in zwei Varianten auf. Die Anlagen mit Portalstelen und Exedra gehören zum älteren Typ. Bei späteren Anlagen besteht die Exedra aus einer in der Mitte deutlich erhöhten Quaderfassade aus bearbeiteten und geschichteten Steinblöcken. Das Gigantengrab Pradu su Chiai ist eine Anlage des jüngeren Typs (mit Quaderfassade).

## Beschreibung
Das Grab ist durch seinen erhaltenen Zahnfries (italienisch fregio a dentelli) aus Granit bekannt. Der Grabbau (10,0 m Länge 4,5 m Breite) wird aus Reihen regelmäßiger Blöcke gebildet. Die Apsis ist halbrund. Die Kammer hat einen rechteckigen Grundriss (Länge 7,0 m, Breite 0,7 bis 0,9 m). Der Boden ist gepflastert. Die Kammerwände sind außen durch eine große Steinreihe verstärkt, die entlang des gesamten Kammerkörpers und auf der Rückseite der Exedra verläuft. Von der Abdeckung der Kammer ist eine einzige Platte (Länge 2,0 m, Breite 0,7 m) erhalten. Der Zugang zur Kammer wird durch zwei Blöcke mit abgeschrägten Ecken gebildet, auf denen ein Sturz liegt, der vertikale Schlitze für eine sichere Auflage besitzt. Der Zahnfries hat eine gekrümmte Oberfläche (Höhe 0,9 m, Breite 1,3 m, Dicke 0,8 m). Die halbrunde 12,8 m breite Exedra hat eine Tiefe von 4,0 m. Die orthostatischen Platten liegen auf einem Sockel. In der Nähe wurden ein zweiter Zahnfries (Länge 0,75 m, Breite. 0,46 m) und ein rechteckiger Schacht gefunden (Tiefe 0,75 m, Breite. 0,72 m).
Das Grab wurde von Maria A. Fadda in den 1980er Jahren ausgegraben.

## Kontext
Die in Sardu „Tumbas de los zigantes“ und (italienisch Tombe dei Giganti – plur.) genannten Bauten sind die größten pränuraghischen Kultanlagen Sardiniens und zählen europaweit zu den spätesten Megalithanlagen. Die 321 bekannten Gigantengräber sind Monumente der bronzezeitlichen Bonnanaro-Kultur (2.200-1.600 v. Chr.), die Vorläuferkultur der Nuraghenkultur ist.
In der Nähe liegt das Gigantengrab von Troculu.